# Kanton Villeréal
Villeréal is een voormalig kanton van het Franse departement Lot-et-Garonne. Het kanton maakte deel uit van het arrondissement Villeneuve-sur-Lot. Het werd opgeheven bij decreet van 26 februari 2014, met uitwerking op 22 maart 2015. De gemeenten werden opgenomen in het nieuwe kanon Le Haut Agenais Périgord.

## Gemeenten
Het kanton Villeréal omvatte de volgende gemeenten:
- Bournel
- Dévillac
- Doudrac
- Mazières-Naresse
- Montaut
- Parranquet
- Rayet
- Rives
- Saint-Étienne-de-Villeréal
- Saint-Eutrope-de-Born
- Saint-Martin-de-Villeréal
- Tourliac
- Villeréal (hoofdplaats)